# Jogos Parapan-Americanos de 2015
Os Jogos Parapan-Americanos de 2015, oficialmente V Jogos Parapan-Americanos foi a quinta edição dos Jogos Parapan-Americanos, um evento multiesportivo realizado de 7 até 15 de agosto de 2015, na cidade canadense de Toronto, com algumas disputas sendo realizadas em Golden Horseshoe, Hamilton e Markham.  Cerca de 1 560 atletas são esperados para participar em 15 esportes. Esta edição será a primeira hospedada no Canadá e o segundo maior evento paradesportivo em Toronto, após os Jogos Paralímpicos de Verão de 1976. Os jogos serão realizados 12 dias após o término dos Jogos Pan-Americanos.
Seguindo a tradição da ODEPA, o vice-governador de Ontario David Onley e o ministro do esporte canadense Bal Gosal receberam a bandeira Parapan-Americana durante a cerimônia de encerramento dos Jogos Parapan-Americanos de 2011 em Guadalajara, México. Esta edição se tornará os primeiros jogos totalmente ecológicos, porque será totalmente neutro na emissão de carbono.

## Esportes
Quinze modalidades foram disputadas, o maior número de modalidades nos Jogos Parapan-Americanos. O rugby para cadeirantes fez sua estreia nos jogos, enquanto o futebol de 7 regressou aos jogos após ser excluído da edição de 2011. Todos os esportes foram utilizados como qualificação para os Jogos Paralímpicos de Verão de 2016, no Rio de Janeiro.
| - Atletismo (145) - Basquetebol em cadeira de rodas (2) - Bocha (7) - Ciclismo - Estrada (14) - Pista (10) - Futebol de 5 (1) | - Futebol de 7 (1) - Goalball (2) - Judô (13) - Levantamento de peso (10) - Natação (204) - Tênis em cadeira de rodas (1) - Tênis de mesa (24) | - Tiro com arco (5) - Voleibol sentado (2) - Rugby em cadeira de rodas (1) |

## Nações participantes
Um total de 28 países participou dos Jogos.
| - ARG Argentina - ARU Aruba - BAR Barbados - BER Bermudas - BRA Brasil - CAN Canadá - CHI Chile | - COL Colômbia - CRC Costa Rica - CUB Cuba - ESA El Salvador - ECU Equador - USA Estados Unidos - GUA Guatemala | - HAI Haiti - HON Honduras - ISV Ilhas Virgens Americanas - JAM Jamaica - MEX México - NCA Nicarágua - PAN Panamá | - PER Peru - PUR Porto Rico - DOM República Dominicana - SUR Suriname - TTO Trinidad e Tobago - URU Uruguai - VEN Venezuela |

## Calendário
As caixas em azul representam uma competição, ou um evento qualificatório de determinada data. As caixas em amarelo representam um dia de competição valendo medalha. Os números dentro das caixas representam a quantidade de medalhas de ouro distribuída por aquele esporte naquele dia. A coluna T representa o total de medalhas de ouro do esporte.
| CA | Cerimônia de Abertura | ● | Competições | 1 | Finais de Competições | CE | Cerimônia de Encerramento |

| Agosto                          | 7 Sex | 8 Sáb | 9 Dom | 10 Seg | 11 Ter | 12 Qua | 13 Qui | 14 Sex | 15 Sáb | T       |
| ------------------------------- | ----- | ----- | ----- | ------ | ------ | ------ | ------ | ------ | ------ | ------- |
| Cerimômias                      | CA    |       |       |        |        |        |        |        | CE     |         |
| Atletismo                       |       |       |       | 22     | 25     | 22     | 20     | 26     |        | 115     |
| Basquetebol em cadeira de rodas |       | ●     | ●     | ●      | ●      | ●      | ●      | 1      | 1      | 2       |
| Bocha                           |       | ●     | ●     | ●      | 4      |        |        |        |        | 4       |
| Ciclismo                        |       | 10    |       |        | 4      |        |        |        |        | 14      |
| Futebol de 5                    |       | ●     | ●     | ●      |        | ●      | ●      | 1      |        | 1       |
| Futebol de 7                    |       | ●     | ●     | ●      |        | ●      | ●      |        | 1      | 1       |
| Goalball                        |       | ●     | ●     | ●      | ●      | ●      |        | 1      | 1      | 2       |
| Judô                            |       |       |       |        |        | 4      | 4      | 5      |        | 13      |
| Levantamento de peso            |       | 5     | 3     | 8      | 4      |        |        |        |        | 20      |
| Natação                         |       | 16    | 15    | 19     | 17     | 17     | 17     | 15     |        | 116     |
| Rugby em cadeira de Rodas       |       | ●     | ●     | ●      | ●      | ●      | ●      | 1      |        | 1       |
| Tênis em cadeira de rodas       |       | ●     | ●     | ●      | ●      | ●      | 2      | 2      |        | 4       |
| Tênis de mesa                   |       | ●     | ●     | 17     | ●      | ●      | 7      |        |        | 24      |
| Tiro com arco                   |       |       | ●     | 4      |        |        |        |        |        | 4       |
| Voleibol sentado                |       | ●     | ●     | ●      | ●      | ●      | ●      | 2      |        | 2       |
| Total de ouros                  |       | 31    | 18    | 70     | 59     | 43     | 50     | 54     | 3      | 328     |
| Total acumulado                 |       | 31    | 49    | 119    | 178    | 221    | 271    | 325    | 328    | —       |
| Agosto                          | 7 Sex | 8 Sáb | 9 Dom | 10 Seg | 11 Ter | 12 Qua | 13 Qui | 14 Sex | 15 Sáb | Eventos |

## Quadro de medalhas

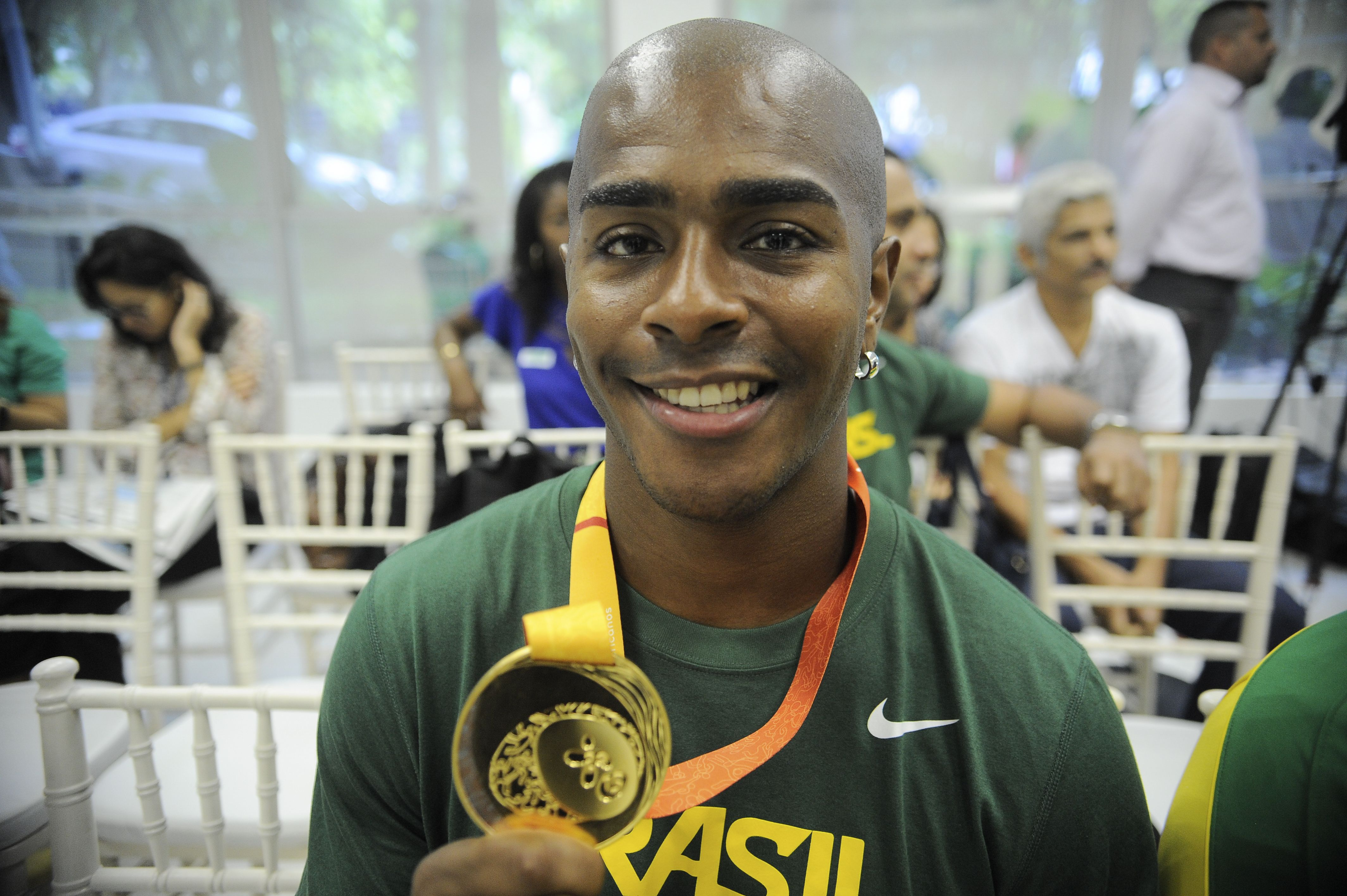
João Vitor Teixeira, medalhista de ouro no arremesso de peso

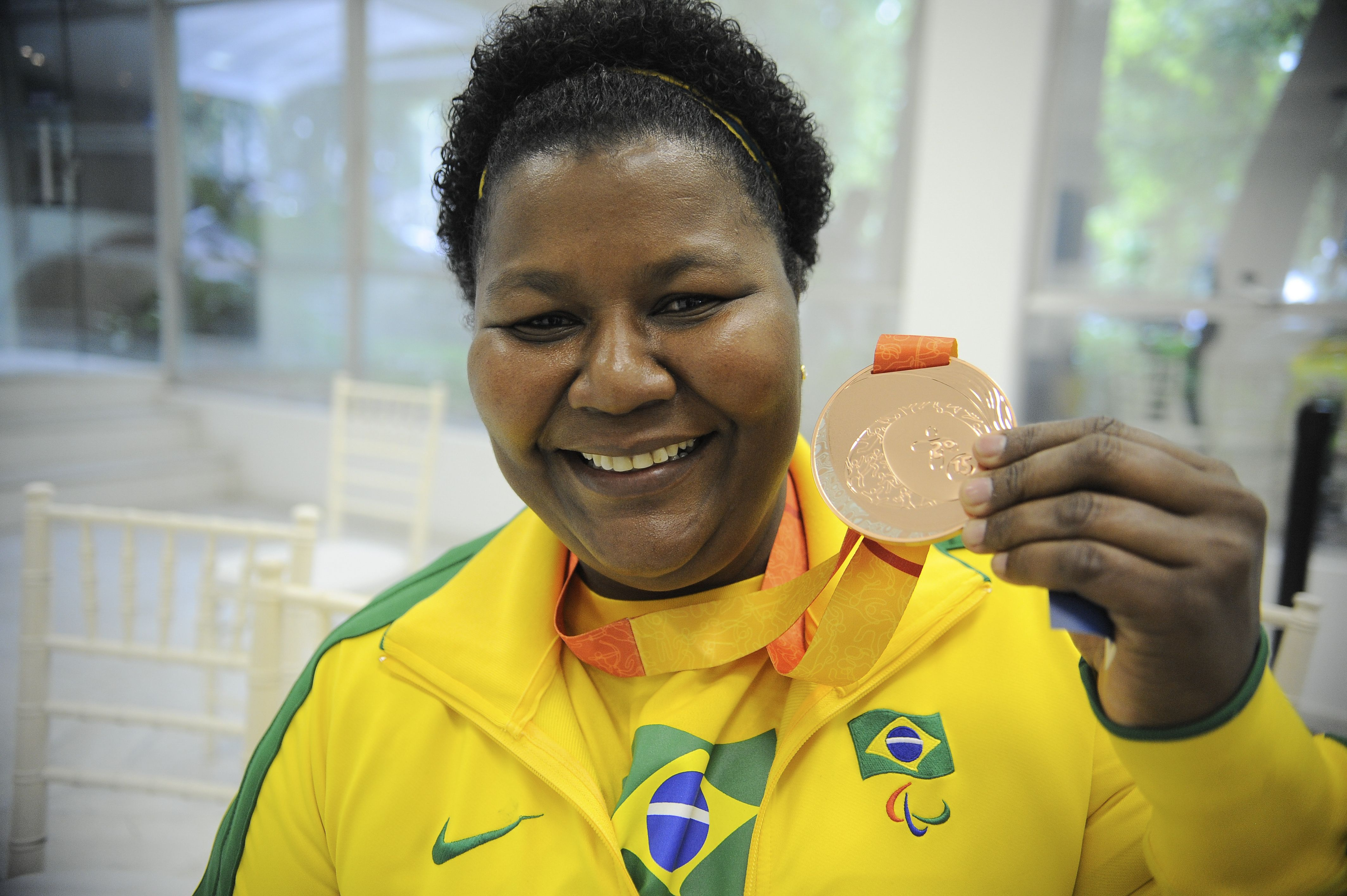
Roseane Ferreira dos Santos, medalhista de bronze no arremesso de peso

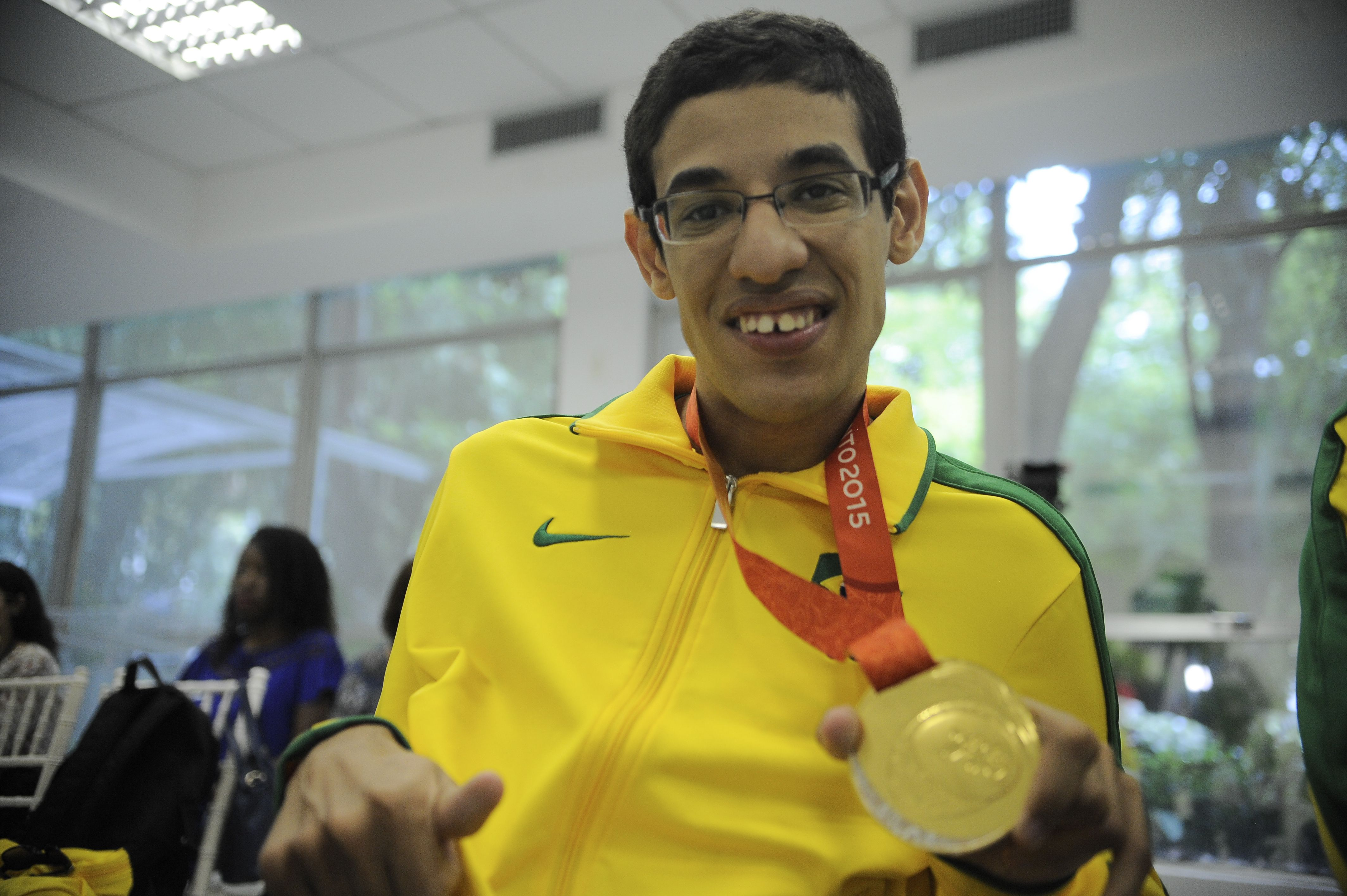
Lucas Ferreira de Araújo, medalhista de ouro pela bocha

O quadro de medalhas está classificado de acordo com o número de medalhas de ouro, estando as medalhas de prata e bronze como critérios de desempate em caso de países com o mesmo número de ouros.
     País sede destacado.
| Ordem | País                     | Medalha de ouro | Medalha de prata | Medalha de bronze | Total |
| ----- | ------------------------ | --------------- | ---------------- | ----------------- | ----- |
| 1     | BRA Brasil               | 109             | 74               | 74                | 257   |
| 2     | CAN Canadá               | 50              | 63               | 55                | 168   |
| 3     | USA Estados Unidos       | 40              | 51               | 44                | 135   |
| 4     | MEX México               | 38              | 36               | 39                | 113   |
| 5     | COL Colômbia             | 24              | 36               | 30                | 90    |
| 6     | CUB Cuba                 | 19              | 15               | 13                | 47    |
| 7     | ARG Argentina            | 18              | 25               | 24                | 67    |
| 8     | VEN Venezuela            | 8               | 14               | 25                | 47    |
| 9     | CHI Chile                | 4               | 2                | 6                 | 12    |
| 10    | JAM Jamaica              | 2               | 2                | 1                 | 5     |
| 11    | TTO Trinidad e Tobago    | 2               | 0                | 0                 | 2     |
| 12    | ECU Equador              | 1               | 0                | 4                 | 5     |
| 13    | BER Bermudas             | 1               | 0                | 0                 | 1     |
|       | URU Uruguai              | 1               | 0                | 0                 | 1     |
| 15    | NCA Nicarágua            | 0               | 0                | 4                 | 4     |
| 16    | CRC Costa Rica           | 0               | 0                | 2                 | 2     |
|       | PUR Porto Rico           | 0               | 0                | 2                 | 2     |
| 18    | DOM República Dominicana | 0               | 0                | 1                 | 1     |
| Total | Total                    | 317             | 318              | 324               | 959   |